# Дорогина Заимка
Дорогина Заимка — село в Черепановском районе Новосибирской области. Входит в состав городского поселения «рабочий посёлок Посевная».

## География
Площадь села — 17 гектаров.

## Население
| 2002 | 2007 | 2010 |
| ---- | ---- | ---- |
| 474  | ↘435 | ↘366 |

## Инфраструктура
В селе по данным на 2007 год функционируют 1 учреждение здравоохранения и 1 учреждение образования.
Ежедневное автобусное сообщение с районным центром в г.Черепаново. Мобильная связь и доступ в Интернет отсутствуют.